# ヤングガン2
『ヤングガン2』（Young Guns II）は、1990年にアメリカで製作された西部劇映画。上映時間106分。映画『ヤングガン』の続編にあたる。ビリー・ザ・キッドとその仲間たちの最期を描く。公開は1990年11月。
前作の続編ではあるが、前作では無名のアウトローが鳴り物入りのアウトローになるまでを描いていたのに対し、本作品では成り上がったビリーが追い詰められて死に行く様子を描いている。過去作品に見られる脱獄シーンなどは再現され、『ビリー・ザ・キッド/21才の生涯』でも使われた便所の隠し拳銃、小銭を詰めた散弾銃での射殺などがオマージュ的要素となっている。
デイヴ・ルダボウが、ビリーの仲間にいたことは不明である。1879年3月、ビリーはニューメキシコ準州知事にして小説『ベン・ハー』の著者でもあるルー・ウォーレスと極秘に会見し、説得されたうえで投降した。しかし、期待していた恩赦は受けられそうになく、6月には留置所を脱走した。

## ストーリー
大いなる西部開拓時代が終焉を告げようとしていた。馬に揺られて旅して来た老人が待ちうけていると、ハイウェイを車でやって来た弁護士のチャールズ（ブラッドリー・ウィットフォード）が駆けつける。老人は余命いくばくもない今、ビリー・ザ・キッドの死の真実を伝えたいと、自身の過去を語り始める。
1878年、ニューメキシコ南部。リンカーン郡戦争を生き延びたビリー・ザ・キッド（エミリオ・エステベス）は伝説のアウトローとなり、その首に賭けられた50ドルを狙う賞金稼ぎや軍隊に追われる日々を送っていた。仲間のデイヴ・ルダボウ（クリスチャン・スレーター）やパット・ギャレット（ウィリアム・ピーターセン）と行動をともにしていたが、根城であるフォート・サムナーの町まで軍隊の追跡は及んでいた。一方、“警備団”一の教養人のドク（キーファー・サザーランド）は足を洗ってニューヨークで子供たちの教師をしているところを捕まり、留置所で仲間のチャベス（ルー・ダイアモンド・フィリップス）と再会する。ビリーたちは2人を助け農夫のヘンドリー（アラン・ラック）やビリーに憧れる孤児のトム（バルサザール・ゲティ）が仲間入りするが、ビリーの無軌道さに愛想をつかしたパットは彼から去っていく。その結果、5人になった“警備団”は牧場王の異名をもつ権力者ジョン・チザム（ジェームス・コバーン）に脅しをかけるが、そのためにチザムとウォーレス知事（スコット・ウィルソン）は手を組み、ビリー抹殺に本腰を入れる。彼らがビリー抹殺のためにリンカーン郡の保安官に任命したのは、パット・ギャレットだった。

## キャスト
| 役名                       | 俳優                             | 日本語吹替 | 日本語吹替           |
| 役名                       | 俳優                             | VHS版      | フジテレビ版         |
| -------------------------- | -------------------------------- | ---------- | -------------------- |
| ビリー・ザ・キッド         | エミリオ・エステベス             | 山寺宏一   | 高嶋政伸             |
| ブラッシー・ビル・ロバーツ | エミリオ・エステベス             | 山寺宏一   | 石田太郎             |
| ドク・スカーロック         | キーファー・サザーランド         | 田中秀幸   | 江原正士             |
| チャベス・Y・チャベス      | ルー・ダイアモンド・フィリップス | 大塚芳忠   | 中多和宏             |
| デイヴ・ルダボウ           | クリスチャン・スレーター         | 堀内賢雄   | 真地勇志             |
| パット・ギャレット         | ウィリアム・ピーターセン         | 大塚明夫   | 大塚明夫             |
| ヘンドリー・フレンチ       | アラン・ラック                   |            | 大滝進矢             |
| トム                       | バルサザール・ゲティ             | 関俊彦     | 中原茂               |
| ジョン・チザム             | ジェームズ・コバーン             | 小林清志   | 内海賢二             |
| ルー・ウォーレス知事       | スコット・ウィルソン             | 大木民夫   | 大木民夫             |
| アシュマン・アップソン     | ジャック・キーホー               |            | 緒方賢一             |
| ジョン・W・ポー            | ヴィゴ・モーテンセン             |            | 若本規夫             |
| ジェーン・グレートハウス   | ジェニー・ライト                 | 高島雅羅   | 一城みゆ希           |
| ライナーソン検事           | R・D・コール                     | 池田勝     | 荒川太郎             |
| ボブ・オリンジャー         | レオン・リッピー                 | 有本欽隆   | 広瀬正志             |
| ベル                       | トム・カーランダー               | 島田敏     | 安西正弘             |
| カーライル                 | ロバート・ネッパー               | 西村知道   | 古田信幸             |
| ビーヴァー・スミス         | トレイシー・ウォルター           | 島香裕     | 石森達幸             |
| チャールズ・ファーレン     | ブラッドリー・ウィットフォード   | 牛山茂     | 伊藤栄次             |
| エキストラ                 | ジョン・ボン・ジョヴィ           |            |                      |
| 日本語版スタッフ           |                                  |            |                      |
| 演出                       |                                  |            | 春日正伸             |
| 翻訳                       |                                  |            | 飯嶋永昭             |
| 調整                       |                                  |            | 栗林秀年             |
| 効果                       |                                  |            | 山本洋平             |
| 制作                       |                                  |            | ムービーテレビジョン |

- フジテレビ版：初回放送1995年2月4日『ゴールデン洋画劇場』

※2019年8月7日にキングレコードから発売されたDVD/BDには、2種類の吹き替えが収録されている。

## スタッフ
- 監督：ジェフ・マーフィー
- 製作：アービー・スミス、ポール・シフ
- 製作総指揮：ジェームズ・G・ロビンソン、ジョー・ロス
- 製作総指揮：脚本：ジョン・フスコ
- 撮影：ディーン・セムラー
- 音楽：アラン・シルヴェストリ
- 歌：ジョン・ボン・ジョヴィ